# Sealmachine
Een sealmachine is een apparaat om plastic zakjes af te sluiten.

## Werkwijze
Door middel van een sealdraad die warm wordt als de machine bediend wordt, wordt het zakje van  thermoplastische kunststof dichtgelast. De verwarmingstijd van de sealdraad kan vaak variabel worden ingesteld. Zo kan je met een korte sealtijd dunne zakjes dichtsealen en met een langere sealtijd dikker plastic sealen.

## Materialen
Een sealmachine is geschikt voor het sluiten van PE-, PP- en pvc-zakjes.

## Hoeksealer
Een speciaal type is de hoeksealer die door middel van een sealraam producten kan verpakken in meestal dubbel geslagen krimpfolie (één zijde open krimpfolie). De hoeksealer wordt meestal uitgevoerd met een afsnijdraad, soms wordt een platte sealdraad gebruikt om een sterkere las te krijgen.

## Sealraam
Het sealraam kan op verschillende formaten geproduceerd worden, door het afstellen van de machine kunnen ook kortere of smallere producten worden ingeseald. Achter de hoeksealer kan nog een krimptunnel geplaatst worden om de folie strak om het product te krimpen.

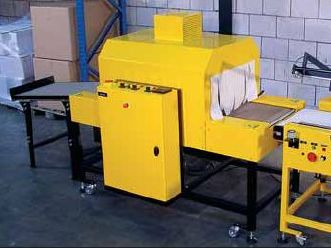
een krimptunnel

## Krimptunnel
Oven die door middel van warme lucht een krimpverpakking maakt van krimpfolie.
De krimpfolie wordt eerst geseald op een sealmachine of een hoeksealer. Daarna wordt het product met de krimpfolie daarom heen, eventueel automatisch, in de krimptunnel geschoven.
De luchtcirculatie in de krimptunnel kan aangepast worden door middel van kleppen in de tunnel.
De krimptunnels worden uitgevoerd met een stangentransport. Ook is het mogelijk om het transport uit te laten voeren met een gaasband.